# Норридж (Іллінойс)
Норридж (англ. Norridge) — селище (англ. village) в США, в окрузі Кук штату Іллінойс. Населення — 14 572 особи (2010).

## Географія
Норридж розташований за координатами 41°57′49″ пн. ш. 87°49′24″ зх. д. / 41.96361° пн. ш. 87.82333° зх. д. (41.963738, -87.823195).  За даними Бюро перепису населення США в 2010 році селище мало площу 4,69 км², уся площа — суходіл.

## Демографія
Згідно з переписом 2010 року, у селищі мешкали 14 572 особи в 5661 домогосподарстві у складі 3845 родин. Густота населення становила 3108 осіб/км².  Було 5960 помешкань (1271/км²).
Расовий склад населення:
| - 92,0 % — білих - 4,0 % — азіатів - 0,5 % — чорних або афроамериканців - 0,1 % — корінних американців - 2,3 % — осіб інших рас |

До двох чи більше рас належало 1,0 %. Частка іспаномовних становила 7,4 % від усіх жителів.
За віковим діапазоном населення розподілялося таким чином: 17,1 % — особи молодші 18 років, 58,1 % — особи у віці 18—64 років, 24,8 % — особи у віці 65 років та старші. Медіана віку мешканця становила 46,9 року. На 100 осіб жіночої статі у селищі припадало 89,6 чоловіків;  на 100 жінок у віці від 18 років та старших — 87,0 чоловіків також старших 18 років.
Середній дохід на одне домашнє господарство  становив 71 191 долар США (медіана — 58 209), а середній дохід на одну сім'ю — 81 251 долар (медіана — 69 343). Медіана доходів становила 46 741 долар для чоловіків та 41 571 долар для жінок. За межею бідності перебувало 10,7 % осіб, у тому числі 15,2 % дітей у віці до 18 років та 10,3 % осіб у віці 65 років та старших.
Цивільне працевлаштоване населення становило 6771 осіб. Основні галузі зайнятості: освіта, охорона здоров'я та соціальна допомога — 19,3 %, виробництво — 15,7 %, науковці, спеціалісти, менеджери — 11,9 %, роздрібна торгівля — 11,1 %.